# 松戸市立六実中学校
松戸市立六実中学校（まつどしりつ むつみちゅうがっこう、英: Matsudo municipal - Mutsumi Junior High School）は、千葉県松戸市六高台五丁目にある市立中学校。通称は「六実中」（むつみちゅう）。

## 概要
東京都と江戸川を挟んで接する千葉県松戸市の一番東に、六実中学校は位置している。地域の学校教育への関心は高く、PTA活動も活発に行われている。創立以来、1981年に父親の会、1996年には、六実地区子育て井戸端会議が発足した。

## 沿革
- 1972年（昭和47年）
  - 4月1日 - 松戸市立六実中学校として松戸市立第四中学校内にて開校。初代校長 鈴木 勝先生。生徒数221，学級数6，職員数12。
  - 4月7日 - 第1回入学式(新入生116名)
  - 10月1日 - 校章決定。
  - 11月1日 - 松戸市立第四中学校より校舎落成なった，現・松戸市立六実第三小学校 地へ移転。この日を開校記念日とする。
  - 12月5日 - 体育館落成。
- 1973年（昭和48年） 
  - 1月27日 - 開校記念式典を挙行。
  - 6月30日 - プール完成。
  - 11月21日 - 校歌制定。
- 1974年（昭和49年）3月16日 - 第1回卒業式（卒業生107名）
- 1975年（昭和50年）
  - 3月31日 - 第2期校舎増築落成（特別6，普通9）
  - 4月1日 - 第2代校長 尾山 裕先生。
- 1976年（昭和51年）10月25日 - 東葛中学駅伝において5位。
- 1978年（昭和53年）4月1日 - 第3代校長 鈴木 藤一先生
- 1981年（昭和56年）4月1日 - 新校舎落成により，現在地に移転。第4代校長 小林 春光先生。
- 1983年（昭和58年）4月1日 - 第5代校長 関 勝一先生。
- 1985年（昭和60年）3月31日 - 格技教室が落成する。
- 1987年（昭和62年）4月1日 - 第6代校長 高橋 典郎先生。
- 1990年（平成2年）4月1日 - 第7代校長 遠藤 宣裕先生。
- 1991年（平成3年）
  - 3月31日 - 給食棟が落成する。
  - 4月1日 - 学区一部変更。
  - 11月5日 - 創立20周年記念式典。
- 1993年（平成5年）
  - 4月1日 - 第8代校長 金子 完治先生。
  - 4月20日 - 選択メニュー方式給食開始
- 1996年（平成8年）4月1日 - 第9代校長 谷山 開道先生。
- 1999年（平成11年）4月1日 - 第10代校長 平野 洋一先生。
- 2001年（平成13年）11月17日 - 開校30周年記念式典挙行。

## 教育方針

### 学校教育目標
- 自ら学び、考え、実践する生徒の育成　　 〈自主〉
- 思いやりを持ち、助け合える生徒の育成 　〈協力〉
- 心身を鍛え、正しく行動する生徒の育成　 〈健康〉
  - 個性の伸長につとめ、自主的に行動するとともに、人格と人権を尊重して、互いに協力しあう態度を身につけさせる
  - 高い知性と豊かな情操を養い、体力を向上させ、社会の発展に貢献し得る心身ともに健康な人間を育成する

### 校訓
1. 健康
2. 礼儀
3. 自学
4. 勤労

## 学校行事
- 修学旅行、林間学園、校外学習、体力テスト、体育祭、合唱祭など

## 生徒会活動・部活動など

### 生徒会
- 生徒会役員選挙など

### 部活動
運動部
- サッカー部
- 野球部
- 陸上部
- 駅伝部
- 男子バスケットボール部
- 女子バスケットボール部
- 男子バレーボール部
- 女子バレーボール部
- 卓球部
- 水泳部
- 剣道部
- 柔道部

文化部
- 吹奏楽部
- 合唱部
- 美術部
- 家庭科部
- 読書同好会
- 書道同好会

### PTA
- PTA組織あり

## 校歌
『松戸市立六実中学校校歌』
三井 良尚作詞、八州 秀章作曲。

## 学校周辺
- 六実市民センター
  - 松戸市立図書館 六実分館
- クリーンセンタースポーツ施設（温水プール等）

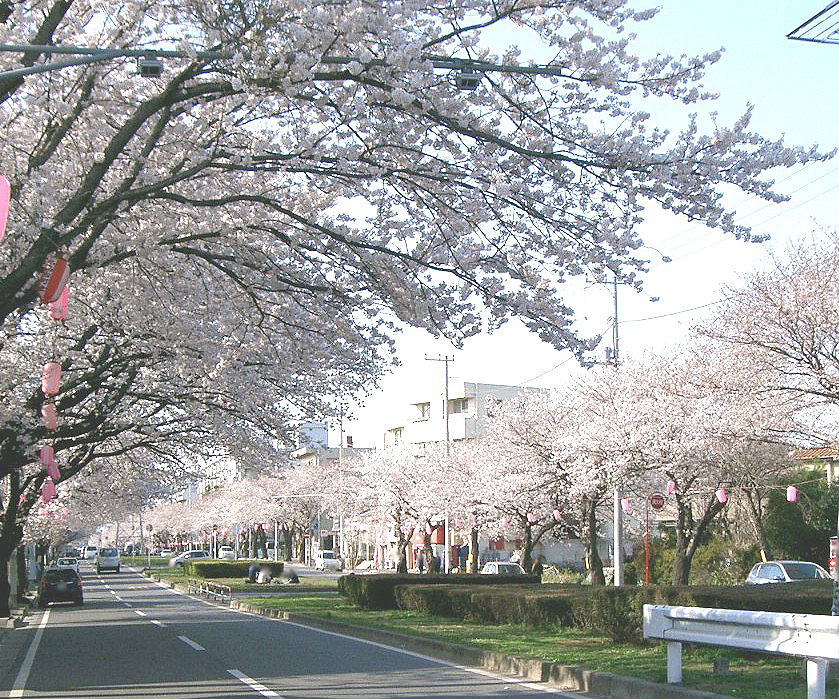
六高台さくら通り

- 六高台さくら通り（さくら祭に吹奏楽部が参加）
- 松戸市消防局 六実消防署
- 松戸六実郵便局
- 松戸六高台郵便局
- 沼南高柳郵便局
- 沼南高柳西郵便局
- 千葉県立松戸六実高等学校
- 千葉県立沼南高柳高等学校
- 松戸市立六実小学校
- 松戸市立六実第二小学校
- 松戸市立六実第三小学校
- 柏市立高柳小学校
- 柏市立高柳西小学校
- 柏市立高柳中学校

## 交通
- 東武野田線六実駅下車徒歩約14分（経路案内）
- 東武野田線高柳駅下車徒歩15分（経路案内）

## 主な出身者
- 須崎優衣 - レスリング選手
- 秋元才加 （元AKB48）